# Fjord (cal)

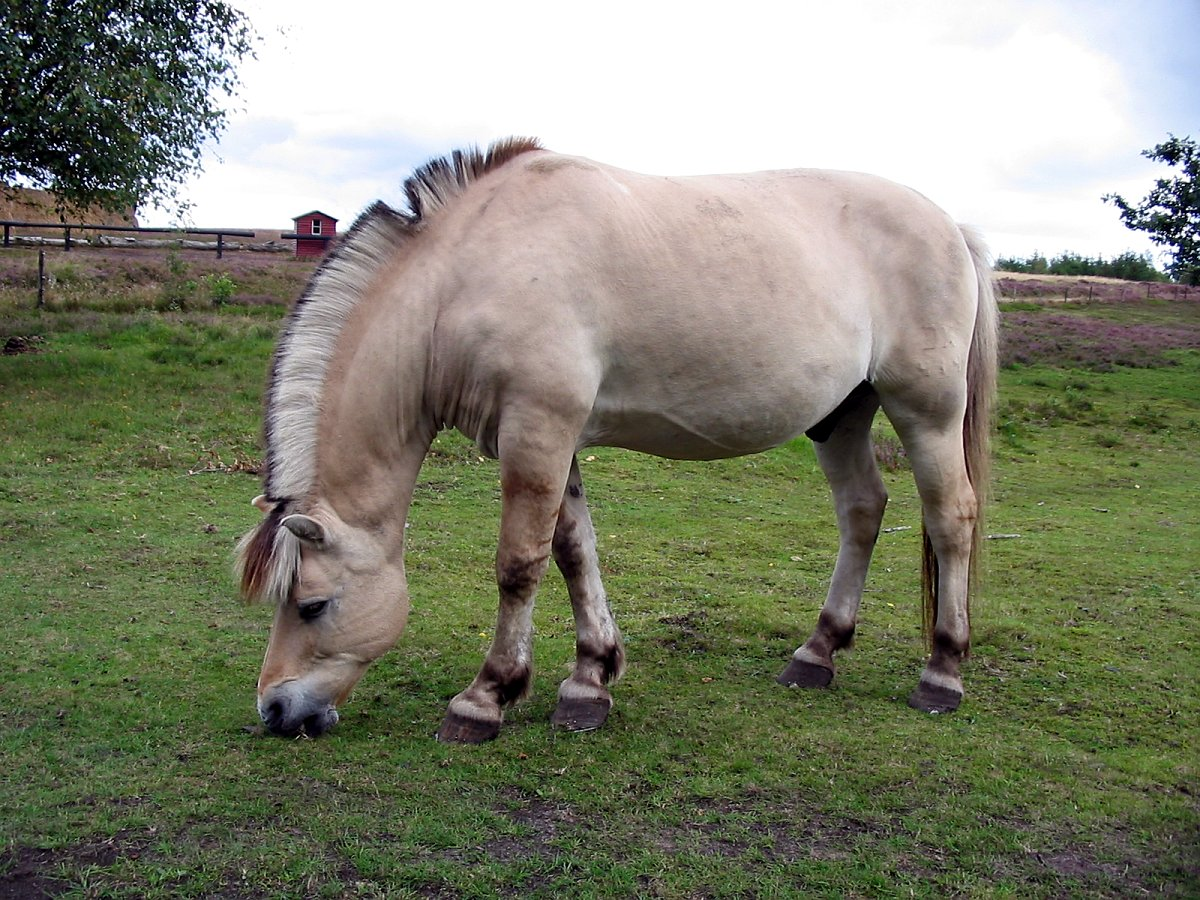
Cal Fjord

Fjord este o rasă de cai care provine din Norvegia și Peninsula Scandinavia. Erau rasa de cai folosită de vikingi. Rasa Fjord este renumită pentru temperamentul său foarte liniștit și acomodarea cu oamenii.
Creșterea organizată a acestei rase a început în anul 1843 în Norvegia, la herghelia Hjerkin. În acele timpuri fjordul era folosit drept cal de muncă. Cu sprijinul statului norvegian, rasa începe să prindă contur, vizând în primul rând utilitatea acestei rase.
În zilele de azi, rasa se bucură de o mare popularitate, fiind întalnită peste tot prin America și Europa.

## Caracteristici
Are o înălțime cuprinsă între 1,35 și 1,50 m și o greutate de 450–600 kg. Roba este predominant izabela, dar se întâlnesc și robe de culoare gri, roșcată sau galbenă. Acești cai păstrează culorile strămoșilor(Calul lui Przewalski sau Tarpn) precum și dungi de zebră pe picioare și dunga dorsală ce pornește de la gât și se prelungește până la coadă.
O trăsătură unică a acestei rase este partea centrală a coamei care este de obicei neagră, în timp ce la extremități este albă.